# شكارة البحري
شكارة البحري قرية سورية في ناحية القدموس في منطقة بانياس التابعة لمحافظة طرطوس.